# Your Baby Never Looked Good in Blue
"Your Baby Never Looked Good in Blue" é o quarto single do álbum What You Don't Know, lançado pelo grupo de freestyle Exposé em 1990. A canção foi escrita por Diane Warren e produzida pelo fundador do grupo, Lewis A. Martineé. Os vocais principais são cantados por Jeanette Jurado. A canção é uma balada cantada a partir da perspectiva de uma pessoa cuja pessoa amada "encontrou alguém novo".
Nas paradas da Billboard, "Your Baby Never Looked Good in Blue" quebrou a seqüência do grupo de sete singles consecutivos a entrar no Top 10 no Hot 100, quando atingiu a posição #17 em 26 de Maio de 1990. A canção foi mais bem sucedida na parada Adult Contemporary da Billboard, onde atingiu a posição #9 em Junho do mesmo ano.
O vídeo da música mostra cenas das três vocalistas se apresentando em um concerto, preparando-se para o desempenho nos bastidores e em torno de um ônibus da turnê.

## Faixas
| N.º | Título                                | Duração |  |
| 1.  | "Your Baby Never Looked Good in Blue" | 3:55    |  |
| 2.  | "Now That I Found You"                | 3:43    |  |

## Desempenho nas paradas musicais
| Parada musical (1990)               | Melhor posição |
| ----------------------------------- | -------------- |
| Canadá (RPM Adult Contemporary)     | 19             |
| Canadá (RPM Top 100 Singles)        | 17             |
| Estados Unidos - Adult Contemporary | 9              |
| Estados Unidos - Billboard Hot 100  | 17             |